# مت ویلیس
مت ویلیس (انگلیسی: Matt Villis؛ زادهٔ ۱۳ آوریل ۱۹۸۴) بازیکن فوتبال اهل بریتانیا است.
از باشگاه‌هایی که در آن بازی کرده‌است می‌توان به باشگاه فوتبال تیورتون تاون، باشگاه فوتبال تورکی یونایتد، باشگاه فوتبال بیدفورد، باشگاه فوتبال یاته تاون، باشگاه فوتبال پلیموث آرگیل، و باشگاه فوتبال وستون سوپر مار اشاره کرد.